# Малагаяті
Малагаяті, або Кеумалагаяті (індонез. Malahayati, 1550—1615) — адміралка флоту суматранського Ачеського султанату, що знаходився на території сучасної провінції Ачех, Суматра, Індонезія. Перша жінка-адмірал у світі (якщо не враховувати Артемісію Карійську). Її флот виключно жіночий «Інонг Балі» формувався з вдів та неодружених жінок Ачеха.

## Біографія
Була дочкою адмірала Махмуд Сія з Ачеського султанату. Закінчивши ісламську школу Песантрен, продовжила навчання в Королівській військовій академії в Ачеху, відомій як Ма'хад Байтул Макдіс, де познайомилася з курсантом флоту Заеналом Абідіном. Незабаром після одруження чоловік загинув під час морської битви проти португальців.
Малагаяті звернулась з проханням сформувати власну армію до тодішнього султана Ачеха Алаїддіна Ріаят Сія Аль Мукамміля. Незабаром вона зібрала 2 000 жінок, чоловіки яких загинули під час війни проти португальців, і розмістила їх на базі в Телук Хару (затока Хару). Ця жіноча армія була відома як Бейл Інонг, на честь фортеці Інонг Балі біля міста Банда Ачех.

## Боротьба з португальцями та голландцями
Після захоплення португальцями Малакки Ачех залишився найпотужнішою державою регіону і намагався втримати торговельні судноплавні шляхи в Малаккській протоці для азійських торговців. Володар королівства, султан Алауддін Мансур Сай посилив військову міць держави, побудувавши потужний флот, першим адміралом якого була призначена Малагаяті. Вона користувалась повагою серед простих воїнів і офіцерів армії Ачеху і зарекомендувала себе відважною командиркою під час кількох битв з португальцями та голландцями.
У 1599 р. Малагаяті на чолі своєї армії відповіла на напад голландської флотилії на чолі з Корнелісом де Гаутманом, що прибула до порту Ачех з оманливо мирними намірами. Гаутман до того вже мав сутички з Бантенським султанатом на північному заході Яви та з іншими правителями країн Малайського архіпелагу. Після кількох жорстоких битв, 11 вересня 1599 року, армія Малагаяті розбила голландців. Корнеліс де Гаутман загинув в бою, а його брата Фредеріка де Гаутман було взято в полон.

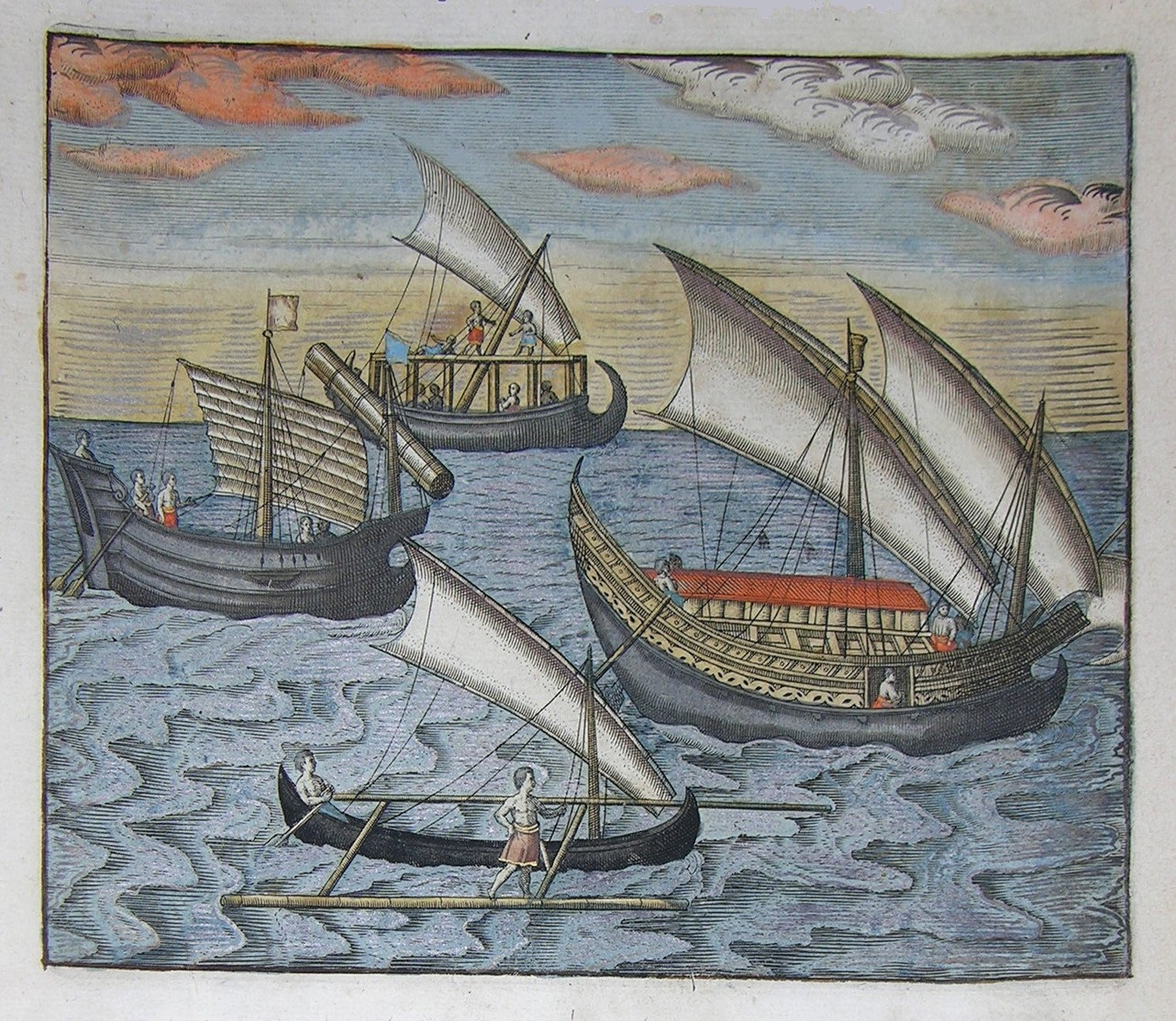
Чотири типи кораблів, що використовувались індонезійцями. Голландський малюнок XVII ст

У червні 1601 року Малагаяті наказала заарештувати голландського адмірала Якоба ван Нека, після пограбування торгового ачехського судна з перцем голландськими кораблями під проводом адмірала Паулюса ван Каердена роком раніше. Після багатьох інцидентів, які ускладнювали голландське судноплавство в регіоні, Моріц Оранський направив в Ачех послів з листом із вибаченнями: адмірала Лоренса Бікера і Жерара де Роя. У серпні 1601 року Малагаяті зустрілась з емісарами для укладення мирної угоди, домовилась про припинення вогню і стягнення з голландців 50 тисяч гульденів як компенсацію за напад ван Каердена, натомість Малагаяті звільнила голландських в'язнів. Після домовленості султан відправив до Нідерландів трьох послів.
У червні 1602 р. репутація Малагаяті як охорониці королівства Ачех змусила Англію вибрати мирний, дипломатичний метод, щоб потрапити в Малаккську протоку. Джеймс Ланкастер привіз листа султану Ачеха від королеви Єлизавети I, й саме Малагаяті проводила переговори з Ланкастером. Угода відкрила англійцям шлях до Яви, і незабаром вони змогли відкрити торгову факторію в Бантені.

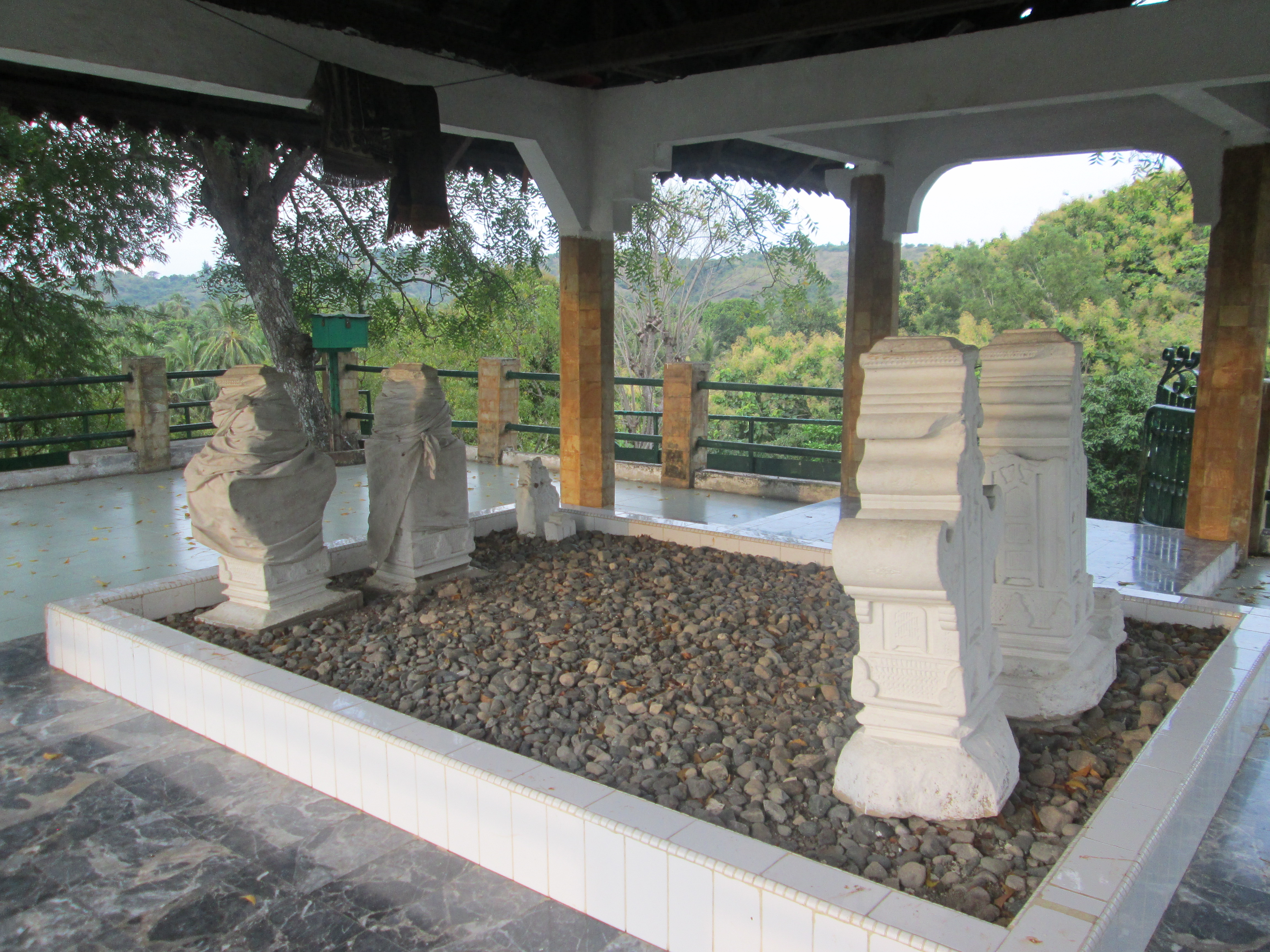
Могила Малагаяті в Теулук-Крюнг-Рая

Малагаяті загинула у бою з португальським флотом біля Теулук-Крюнг-Рая в 1615 році. Похована в маленькому рибальському селі Букіт-Кота-Далам за 34 км від Банда-Ачех.

## Пам'ять
В Індонезії іменем Малагаяті названо університети, лікарні та дороги в кількох містах Суматри, також на її честь названо один з кораблів ВМФ Малайзії. Військово-морський порт біля її могили називається портом Малагаяті.
У листопаді 2017 року президент Джоко Відодо надав Малагаяті звання Національного героя Індонезії.